# Tises
Los tises (escrito también tices) fueron una etnia amerindia de Costa Rica, que a la llegada de los conquistadores españoles a este país en el siglo XVI, habitaban en las llanuras del norte del país, en las vecindades al norte de los actuales cantones de Barva y Heredia.
Es poco lo que se sabe acerca de los tises. En la época del arribo español, este pueblo formaba parte del Cacicazgo de los Botos y estaba sujeto a la autoridad del rey Garabito, señor del Reino Huetar de Occidente, que dominaba gran parte del centro y la región Pacífica central de Costa Rica. Los tises pertenecieron al área cultural centroamericano-colombiana o Área Intermedia, y como tal, es posible que su idioma fuese una de las lenguas chibchas.